# 各務原市クリーンセンター
各務原市クリーンセンター（かかみがはらしクリーンセンター）は、岐阜県各務原市にある公共施設（し尿・浄化槽汚泥処理施設）である。

## 概要
各務原市廃棄物の処理及び清掃に関する条例に基づき設置された施設である。
施設は処理棟と事務棟で構成され、延床面積は3,112.54m2。
各務原市の市営し尿処理場（後に各務原市衛生センターに改称。1967年から市営ゴミ焼却場（後に各務原市南清掃センターに改称）を併設）は大佐野町に設置されていた。この施設の老朽化のために新たに建設されたのがクリーンセンターである。

## 沿革
- 1990年（平成2年）1月 - 完成[3]。
- 2014年（平成26年） - 処理水の放流を新境川への河川放流式から下水道放流式に変更。
- 2021年（令和3年） - 設備改良を行い、処理方式を高負荷脱窒素処理方式から前脱水型循環脱窒素処理方式となる。

## 施設概要
- 処理方式：前脱水型循環脱窒素処理方式（日立造船製）
- 処理能力：126KL/日

## 利用案内
- 所在地：岐阜県各務原市蘇原宮塚町2丁目70番地[1]